# Cala Capitán

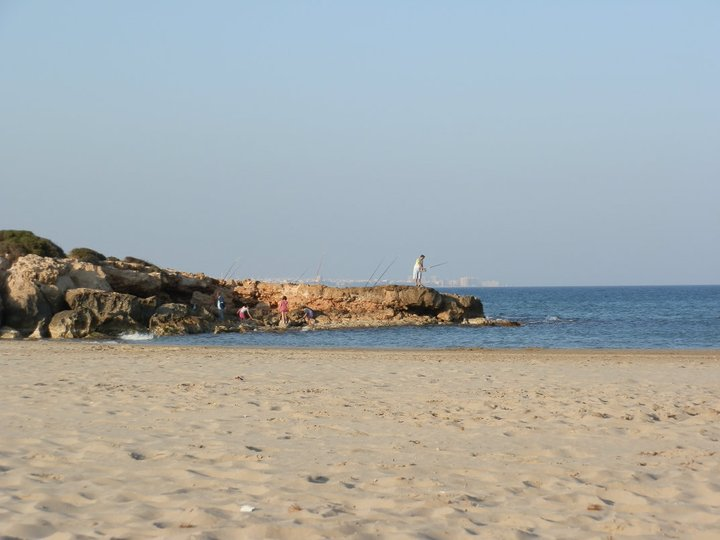
Cala Capitán, Orihuela

La Cala Capitán es una playa de arena del municipio de Orihuela en la provincia de Alicante (España).
Esta playa limita al norte con una pequeña lengua de tierra que la separa de la playa de La Zenia y al sur con el Cabo Roig. Tiene una longitud de 157 m y una profundidad aproximada de 85 m.
Se sitúa en un entorno urbano, disponiendo de acceso por calle. Cuenta con paseo marítimo y aparcamiento delimitado. Dispone de acceso para personas con discapacidad. Es una playa balizada, con zona reservada para la salida de embarcaciones.
- Esta playa cuenta con el distintivo de Bandera Azul desde 2003
- Esta playa dispone de Puesto Sanitario.

- Datos: Q5739561